# Nothogynidae
Famille
Les Nothogynidae Walter & Krantz, 1999 sont des acariens Mesostigmata. Il y a un genre Nothogynus Walter & Krantz, 1999 et deux espèces.